# Kabinett Leygues

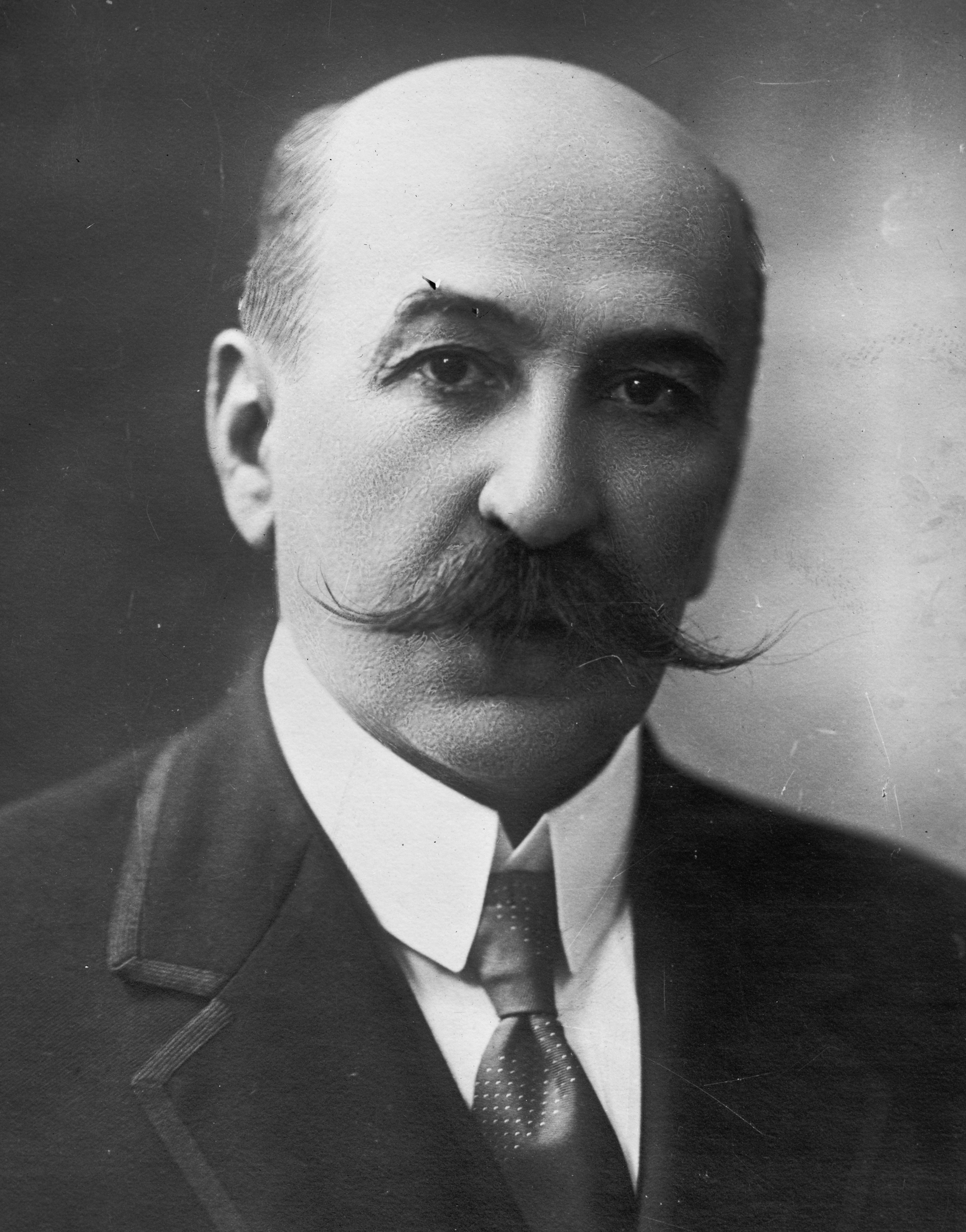
Georges Leygues

Das Kabinett Leygues war eine Regierung der Dritten Französischen Republik. Es wurde am 24. September 1920 von Premierminister (Président du Conseil) Georges Leygues gebildet und löste das Kabinett Millerand II ab. Es blieb bis zum 16. Januar 1921 im Amt und wurde vom Kabinett Briand VII abgelöst.
Dem Kabinett gehörten Minister des Bloc national (Féderation républicaine (FR), Parti républicain démocratique et social (PRDS) und Radicaux indépendent (RI)) sowie die Parti républicain-socialiste (PRS) und die Parti républicain, radical et radical-socialiste (PRRRS) an.

## Kabinett
Dem Kabinett gehörten folgende Minister an:
- Premierminister: Georges Leygues (PRDS)
- Außenminister: Georges Leygues
- Justizminister: Gustave Lhopiteau (RI)
- Minister des Inneren: Théodore Steeg (PRRRS)
- Finanzen: Frédéric François-Marsal (FR)
- Kriegsminister: André Lefèvre[1] (PRDS)
  - ab 16. Dezember 1920: Flaminius Raiberti[2] (FR)
- Minister für Marine: Adolphe Landry (RI)
- Minister für die Kolonien: Albert Sarraut (PRRRS)
- Minister für Arbeit: Paul Jourdain[3] (PRDS)
- Minister für öffentlichen Unterricht und Kunst: André Honnorat[4] (PRDS)
- Minister für Handel und Industrie: Auguste Isaac[5] (FR)
- Minister für Renten, Prämien und Kriegszulagen: André Maginot (PRDS)
- Minister für Landwirtschaft: Joseph-Honoré Ricard[6]
- Minister für öffentliche Arbeiten: Yves Le Trocquer (PRDS)
- Minister für Gesundheit, Wohlfahrt und Sozialfürsorge: Jules-Louis Breton[7] (PRS)
- Minister für die befreiten Regionen: Émile Ogier
- Generalkommissar für Benzin und Brennstoffe: Laurent Eynac (PRDS)
- Generalkommissar für die troupes noires[A 1] (ab 9. Oktober 1920): Blaise Diagne (PRS)

### Unterstaatssekretäre
Dem Kabinett gehörten folgende Sous-secrétaires d’État an:
- Premierminister und Äußeres: Charles Reibel[8] (RI)
- Innenministerium: Robert David[9] (PRDS)
- Finanzministerium: Emmanuel Brousse[10] (PRDS)
- Technische Bildung: Pierre Coupat[11]
- Verpflegung: Robert Thoumyre[12] (PRDS)
- Landwirtschaft: Henri Queuille (PRRRS)
- Post und Telegraphie: Louis Deschamps (PRDS)
- Bergbau und Wasserkraft: Antoine Borrel[13] (PRS)
- Luftfahrt und Luftverkehr: Pierre-Étienne Flandin (PRDS)
- Häfen, Handelsmarine und Fischerei: Paul Bignon[14] (PRDS)
- Befreite Regionen: Georges Leredu[15] (FR)

## Historische Einordnung

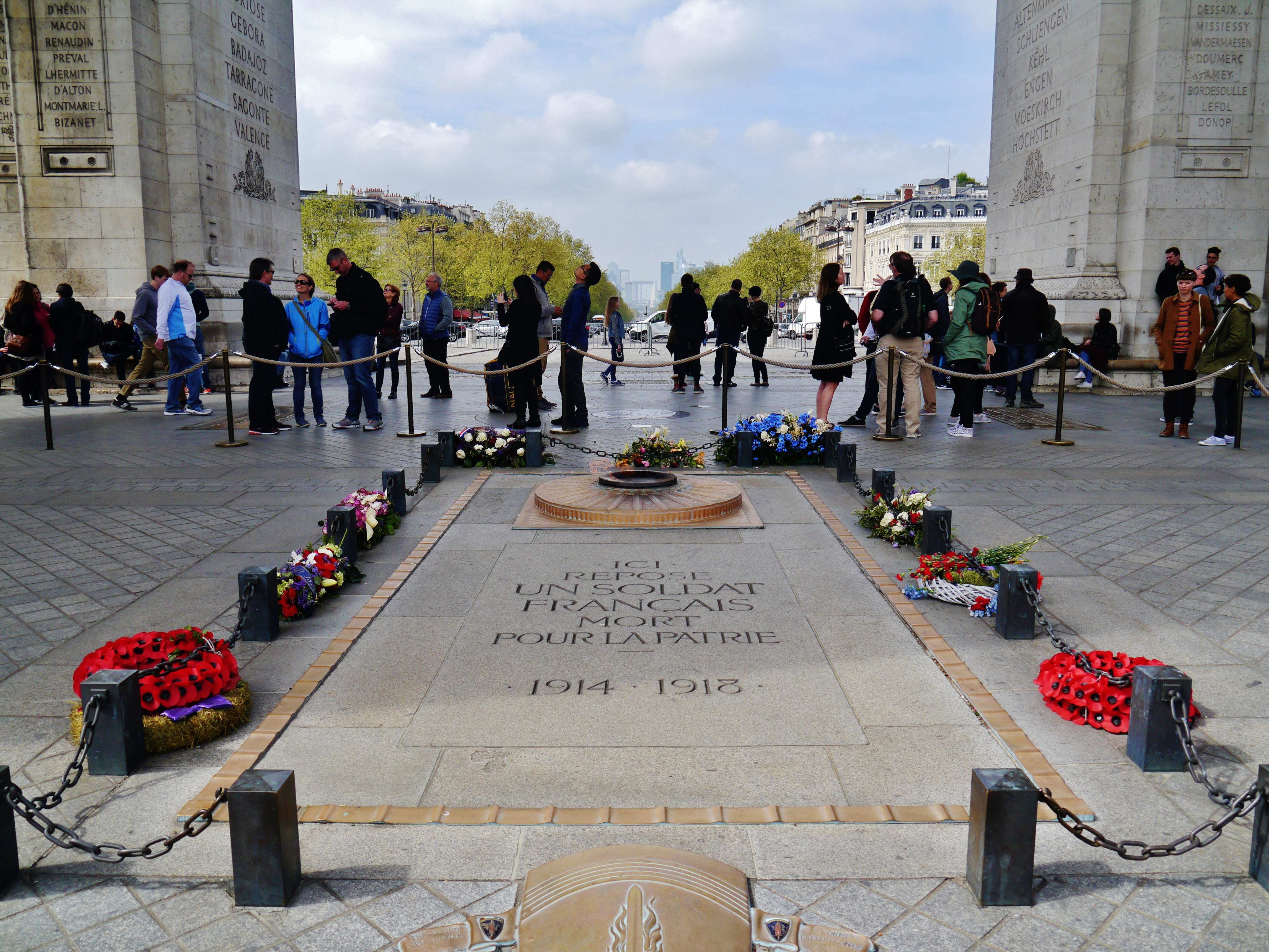
Grabmal des Unbekannten Soldaten in Paris

Das Kabinett Leygues bestand weitgehend aus denselben Personen wie das Vorgängerkabinett Alexandre Millerands, der zum Staatspräsidenten gewählt worden war.
Während der Amtszeit Leygues’ wurde am 11. November 1920 unter dem Triumphbogen des Arc de Triomphe de l’Étoile das Grabmal des unbekannten Soldaten errichtet. Am selben Tag wurde das Herz Léon Gambettas in das Panthéon überführt.
Am 30. November stimmte die Abgeordnetenkammer dafür, wieder einen Botschafter an den Vatikan zu entsenden. Beim Kongress von Tours trennten sich Ende Dezember die SFIO und die SFIC, die spätere Parti communiste français.